# Тупаєподібні
Тупаєподібні (Tupaiiformes = Scandentia) — невеликі ссавці, які споконвічно мешкають в тропічних лісах південно-східної Азії. Назва походить від малайського слова «tupai», яким позначають деревного ссавця, подібно до «вивірки».

## Загальний опис
Це дрібні, схожі на вивірок або пацюків тварини, з подовженим тулубом і короткими п'ятипалими кінцівками. Довжина тіла 10-25 см, хвоста — 14-20 см; важать вони від 30-60 г (карликова тупая) до 350 г (урогале). Передні лапи довші за задні. Пальці озброєні серпоподібними кігтями. Лапи не хапальні: великі пальці не протиставляються решті, і їх рухливість обмежена (тобто вони не схожі на приматів). Третій палець найдовший. Примітивні хутряні(?) візерунки на долонях і підошвах ріднять тупай з лемурами і довгоп'ятами.
Голова у них досить велика, з подовженою мордочкою, загостреною до носа. Вушні раковини великі, округлі. Верхня губа гола. Очі великі, направлені в сторони. Хвіст довгий і пухнастий; у хвостопера він голий і несе на кінці «прапор» з подовженого волосся. Волосяний покрив помірної довжини, густий і м'який; забарвлення зазвичай темно-буре і рудувато-коричневе, рідше світле. У деяких видів є поздовжні смуги на плечах або кольорові «відмітки» на морді.
Мозок у тупаєподібних примітивний, гладенький, без борозен і звивин, проте у них найбільше серед ссавців співвідношення маси мозку до маси тіла, що перевищує навіть людське. Зубів 38. Верхні різці довгі, іклоподібної форми. Верхні ікла невеликі і схожі з передкорінними зубами. Корінні зуби з широкою жувальною поверхнею, схожі на зуби комахоїдних. По будові зубів тупаї близькі до лемурів, і також мають під'язичок (нижній язичок) з зазубленим верхнім краєм. Хребців: шийних 7, грудних 13-14, поперекових 5-6, крижових 3, хвостових 22-31. Печінка і легені багаточасточкові. Сім'яники розташовані в мошонці; у самиць від 1 до 3 пар сосків.

## Спосіб життя
Мешкають в тропічних дощових і гірських лісах Південно-східної Азії: від Індостану і Індокитаю до островів Малайського архіпелагу, о. Хайнань і Західних Філіппін. Активність в основному денна; перохвоста тупая відрізняється нічною активністю. Живуть переважно на деревах, але часто зустрічаються і на землі. З органів чуття найсильніше розвинені слух і зір. Всеїдні, харчуються в основному комахами і плодами з дерев і кущів. Живуть парами або поодинці. Сезонність в розмноженні не відмічена. Вагітність триває від 41-50 до 54-56 днів. Зазвичай самиця народжує від 1-2 до 4 голих і сліпих дитинчати. Лактація у самиці продовжується до 28 діб; у віці 30 днів молоді тупаїнята покидають рідне гніздо. Статевої зрілості досягають до 6 місяців.

## Класифікація

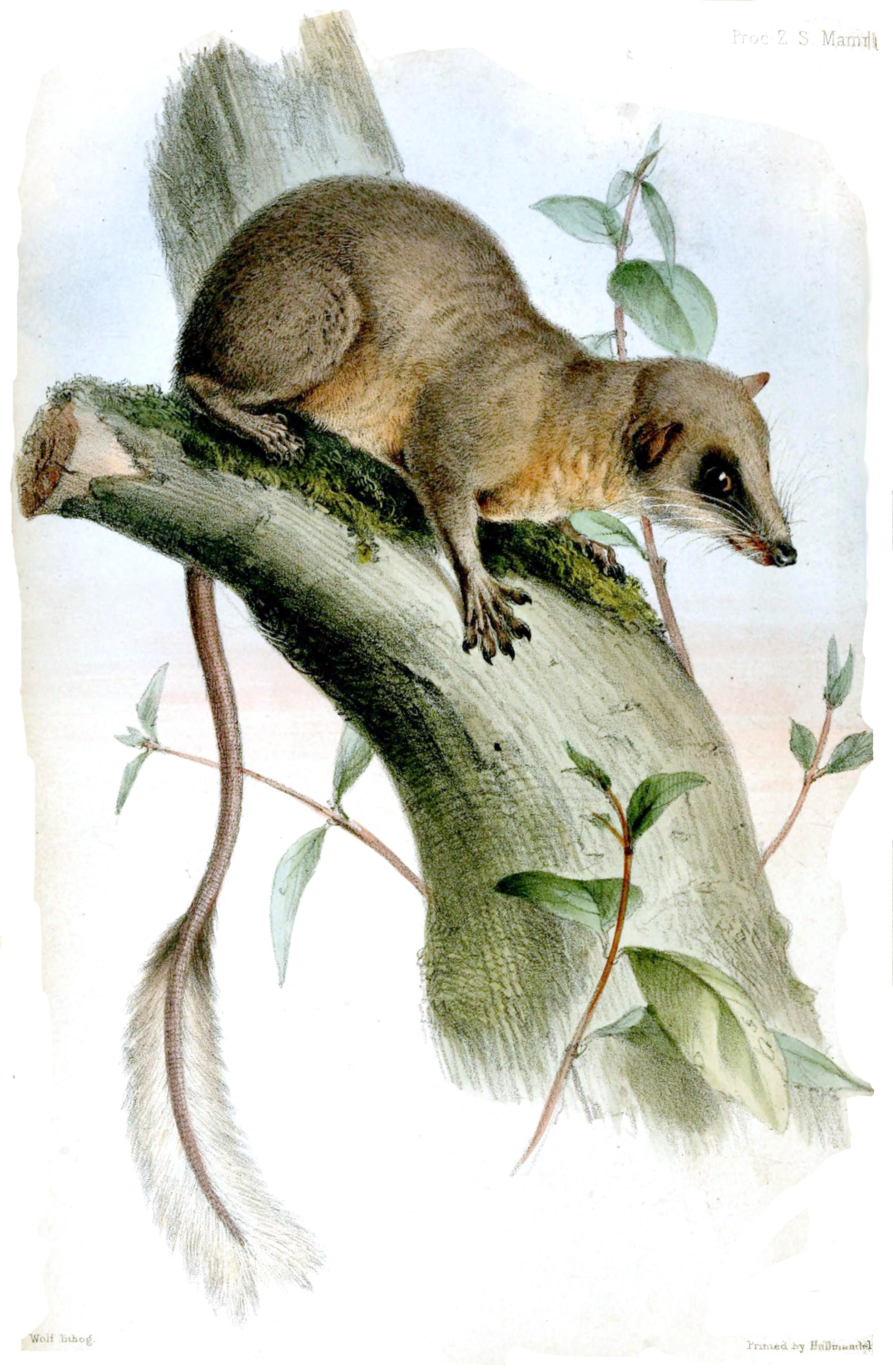
хвостопер вухастий — «тупая», яку тепер виокремлено в родину хвостоперових

Тривалий час тупай відносили до ряду комахоїдних, або до примітивних приматів, оскільки тупаї мають певну схожість з лемурами (примати) і слоновими землерийками (яких відносили до комахоїдних).
- Родина Тупаєві (Tupaiidae)
  - Рід Анатана (Anathana)
    - Анатана (Anathana ellioti)

  - Рід Дендрогале (Dendrogale)
    - Тупая борнейська гладко-хутрова (Dendrogale melanura)
    - Тупая північна гладко-хутрова (Dendrogale murina)

  - Рід Тупая (Tupaia)
    - Тупая північна (Tupaia belangeri)
    - Тупая золотобрюха (Tupaia chrysogaster)
    - Тупая смугаста (Tupaia dorsalis)
    - Тупая звичайна (Tupaia glis)
    - Тупая тонконога (Tupaia gracilis)
    - Тупая польова (Tupaia javanica)
    - Тупая довгонога (Tupaia longipes)
    - Тупая карликова (Tupaia minor)
    - Тупая каламіанська (Tupaia moellendorffi)
    - Тупая гірська (Tupaia montana)
    - Тупая нікобарська (Tupaia nicobarica)
    - Тупая палаванська (Tupaia palawanensis)
    - Тупая строката (Tupaia picta)
    - Тупая червона (Tupaia splendidula)
    - Тупая велика (Tupaia tana)

  - Рід Урогале (Urogale)
    - Урогале (Urogale evereti)
- Родина Хвостоперові (Ptilocercidae)
  - Рід Хвостопер (Ptilocercus)
    - Хвостопер вухастий (Ptilocercus lowii)

| Панда | Це незавершена стаття з теріології. Ви можете допомогти проєкту, виправивши або дописавши її. |